# Harpactira lineata
Harpactira lineata là một loài nhện trong họ Theraphosidae.
Loài này thuộc chi Harpactira. Harpactira lineata được Mary Agard Pocock miêu tả năm 1897.